# Kenny Drew Sr.
 Der er flere personer med dette navn, se Kenny Drew.
Kenneth Sidney "Kenny" Drew (født 28. august 1928 i New York, død 4. august 1993 i København) var en amerikansk jazzpianist. Han er særlig kendt for at have spillet i en duo sammen med Niels-Henning Ørsted Pedersen.
Han er begravet på Assistens Kirkegård i København.